# De slaap (Courbet)
De slaap (Frans: Le sommeil) is een schilderij van Gustave Courbet uit 1866. Het staat ook bekend als De twee vriendinnen (Les deux amies) en als Loomheid en luxe (Paresse et Luxure). Sinds 1953 maakt het deel uit van de collectie van het Petit Palais in Parijs. 

## Voorstelling
Courbet schilderde op De slaap twee naakte vrouwen die verstrengeld liggen te slapen. Links een donkerharige vrouw, die op haar rug ligt met gedraaide benen. Tegen haar aan ligt een blonde vrouw met een duidelijk lichtere huidskleur, die het rechterbeen van de andere vrouw op haar heup houdt. Joanna Hiffernan, op dat moment maîtresse van de schilder Whistler, stond model voor de rechter vrouw. 
Het heeft er alle schijn van dat beide vrouwen korte tijd eerder seks hebben gehad. Het doorwoelde bed, de gebroken parelketting, de haarspeld en de jurk die rechtsonder op het bed ligt, alles wijst in die richting. Op een Oosters aandoend tafeltje links staan een glas, een karaf en een kristallen vaas. Ook aan de rechterkant is een klein stilleven te zien, een vaas met bloemen op een console.
De slaap kan gezien worden als een echo van Manets Olympia dat op de Salon van 1865 een groot schandaal veroorzaakt had. Beide doeken delen een realistische weergave van een naakt vrouwenlichaam in een luxueuze kamer, al ontbreekt op Olympia de lesbische lading. Het schilderij van Courbet wakkerde de belangstelling voor dit thema sterk aan, wat bijdroeg aan de maatschappelijke acceptatie van lesbische relaties. Op zijn beurt was Courbet geïnspireerd door Delphine et Hippolyte, een gedicht uit Baudelaires Les Fleurs du mal, maar ook door erotische prenten uit de achttiende eeuw.

## Herkomst
- 1866: de Ottomaanse diplomaat en kunstverzamelaar Halil Bey koopt De slaap van Courbet samen met L'origine du monde. Halil Bey bezat een hoogwaardige collectie erotische schilderijen, waar bijvoorbeeld ook Het Turkse bad deel van uitmaakte.
- 1868: gekocht door de beroemde bariton Jean-Baptiste Faure.
- 1882: komt in bezit van de Zwitserse chirurg Auguste Reverdin.
- in bezit van de kunsthandelaar Paul Valloton in Lausanne.
- 1953: verkocht aan de stad Parijs voor het Petit Palais.